# Ornithology
Ornithology, antigament The Auk, és una revista científica trimestral i la publicació oficial de la American Ornithologists' Union, que l'ha publicat sense interrupció des del 1884. La revista conté articles relacionats amb estudis científics de l'anatomia, el comportament, i la distribució de les aus. La publicació deu el seu antic nom al Gran gavot (en anglès, Great Auk), el símbol de la AOU. Hi ha hagut 16 editors. L'actual publicació està encapçalada per Michael Murphy des del 2010.

## Editors anteriors
- Spencer G. Sealy de la Universitat de Manitoba (2005–2009)
- Kimberly G. Smith de la Universitat d'Arkansas (2000–2004)
- Thomas E. Martin de la Universitat de Montana (1997–1998)
- Gary D. Schnell de la Universitat d'Oklahoma (1991–1996)
- Alan Brush de la Universitat de Connecticut (1985–1990)
- John A. Wiens de la Universitat de Stony Brook (1977–1984)
- Oliver L. Austin del Florida Museum of Natural History (1968–1976)
- Robert M. Mengel de la Universitat de Kansas (1963–1967)
- Eugene Eisenmann del American Museum of Natural History (1958–1962)
- Robert W. Storer de la Universitat de Michigan (1953–1957)
- Harvey I. Fisher de la Universitat d'Illinois (1948–1952)
- John T. Zimmer del American Museum of Natural History (1942–1947)
- Glover M. Allen del Museum of Comparative Zoology, a la Universitat Harvard (1937–1942)
- Witmer Stone de la Academy of Natural Sciences (1912–1936)
- J. A. Allen (1884–1911)